# Jürg Studer
Jürg Studer (Rüttenen, Solothurn kanton,1966. szeptember 8. –) svájci válogatott labdarúgó.

## Pályafutása

### Klubcsapatban
Pályafutása során az FC Zürich, az FC Aarau, a Lausanne-Sport, a Young Boys és az FC Solothurn csapataiban játszott.

### A válogatottban
1992 és 1994 között 6 alkalommal szerepelt a svájci válogatottban. Részt vett az 1994-es világbajnokságon.